# Ulmus glabra Pendula
El olmo llorón (Ulmus glabra 'Pendula'), es un cultivar del olmo de montaña, de origen europeo que se cultiva como árbol ornamental debido a sus ramas colgantes. No obstante, como muchas otras especies, subespecies y variedades de olmos se considera que probablemente se haya perdido para su cultivo debido a la grafiosis y otros factores.
Dentro de los olmos montanos Pendula puede citarse Ulmus glabra 'Pendula Macrophylla', cultivar que fue mencionado por vez primera por Maxwell ex Journal of the Royal Horticultural Society 18: 91, 1895, como U. montana (: glabra) var. pendula macrophylla, pero sin descripción. Probablemente esté desaparecido.
Por su parte, el cultivar Ulmus glabra 'Pendula Variegata' fue mencionado por Hartwig & Rümpler en Ill. Geholzb. 583, 1875, como Ulmus Montana (:glabra) var. pendula variegata Hort. Es una forma de olmo llorón con bellas hojas variegadas en blanco. Como el otro cultivar, probablemente esté extinto para su cultivo. El árbol se cultivó en el Real Jardín Botánico de Kew desde cerca de 1896 hasta al menos 1925.